# Владислав II Ягеллон
Владисла́в II Ягеллон (пол. Władysław II Jagiellończyk, чеш. Vladislav II. «král Bene», венг. II. Ulászló, хорв. Vladislav II. Jagelović, ; 1 марта 1456, Краков, Польша — 13 марта 1516, Буда, Венгрия) — король Чехии с 27 мая 1471 года (коронация 22 августа 1471 года) и король Венгрии с 15 июля 1490 года (коронация 21 сентября 1490 года).

## Биография
Владислав родился 1 марта 1456 года в семье короля Польши и великого князя Литовского Казимира IV из династии Ягеллонов и Елизаветы Австрийской, дочери Альбрехта II Габсбургского.
Был предложен как наследник чешского трона вдовой предыдущего короля (Йиржи из Подебрад) и коронован в Праге как король Чехии под именем Владислава II 22 августа 1471 года. Унаследовал титул короля Венгрии 18 сентября 1490 года (под именем Уласло) после смерти Матьяша Хуньяди, который также добивался чешской короны.

## Правление в Чехии
После смерти Йиржи из Подебрад началась борьба за чешскую корону. Когда Владислав прибыл в Прагу, ему было всего пятнадцать лет и он сильно зависел от советников. Спор о наследовании был улажен в 1479 году Оломоуцким договором, который позволял и Владиславу, и Матьяшу Хуньяди использовать титул «Король Чехии». Владислав должен был править Чехией, а Матьяш получил Моравию, Силезию и обе Лужицы. В случае смерти Матьяша, Владислав должен был выплатить 400 000 золотых за воссоединение чешских земель. Однако последнее условие было отменено когда Владислав стал королём Венгрии после смерти Матьяша.
Кутнагорский мир в 1485 году подтвердил свободу вероисповедания в Чехии, установив равные религиозные права для католиков и утраквистов (это условие, однако, не касалось общины чешских братьев). Условия соглашения были установлены на 31 год, но были продлены в 1512 году на «все времена».

## Правление в Венгрии

### Избрание венгерским королём
После смерти Матьяша Хуньяди в начале 1490 года на престол Венгрии было выдвинуто несколько кандидатур. Национальную партию представлял побочный сын скончавшегося короля Янош Корвин, крупный магнат и выдающийся полководец, но слабый политик.
Наиболее сильную правовую основу для своих претензий на корону, базирующуюся на договоре 1463 года о взаимном наследовании Матьяша Хуньяди и Фридриха III, имел сын последнего Максимилиан I Габсбург, король Германии и эрцгерцог Австрии. Однако Максимилиан уже зарекомендовал себя как сильный и независимый политик, что было неприемлемо для венгерского дворянства, стремящегося к расширению своего контроля над государственной администрацией.
Среди других претендентов выделялись братья Ягеллоны Владислав и Ян Ольбрахт, чья мать была внучкой венгерского короля Жигмонда и сестрой Ласло V.
Максимилиан предложил Владиславу переговоры, которые продлились несколько месяцев и завершились 7 ноября 1491 года подписанием Пресбургского мира. Венгрия отказывалась от своих австрийских земель, а Максимилиан признавал королём Венгрии Владислава. Затем 1 января 1492 года войска Владислава разбили силы Яна Ольбрахта вблизи Прешова. После этого Владислав заключил договор с братом.
Так победу в конечном счёте одержал Владислав, который согласился подписать избирательную капитуляцию, гарантирующую сохранение прав и привилегий венгерских магнатов и дворян, а также отмену всех нерегулярных налогов и займов. Владислав был коронован королём Венгрии под именем Уласло II.
Мятеж Яноша Корвина, не согласного с избранием Владислава, был подавлен в 1491 году.
Парламент Хорватии, которая была связана с Венгерским королевством личной унией и обладала автономией, отказался признать в 1490 году Владислава II королём, из-за того, что грамота о восшествии на престол содержала именование государства «Королевство Венгрия и регионы под королевским контролем». В 1492 году король был признан в Хорватии после того, как данный текст был изменён на «Королевство Венгрия, королевства Далмации, Хорватии и Славонии и часть Трансильвании» (Regnum Ungariae cum caeteris regnis scilicet Dalmatiae Croatiae et Slavoniae et partibus Transylvanis).

### Укрепление дворянства
Правление Уласло II в Венгрии отличалось относительным спокойствием как внутри государства, так и на его границах. За всё время его царствования не отмечено ни одной попытки свергнуть короля. Такая стабильность была, главным образом, связана с тем, что местное дворянство и магнаты эффективно использовали государственные институты для установления и поддержания своей власти и фактически полностью контролировали политику короля. Уласло II продолжал политику своего предшественника по опоре на широкие слои дворянства и не предпринимал никаких действий, идущих вразрез с его интересами. За свою покладистость Уласло II получил прозвище «Владислав Добже» или «Владислав Бене», поскольку на почти любой запрос отвечал «хорошо» (пол. Dobrze; лат. Bene).
Так, в интересах дворян, был издан декрет, обязывающий города и местечки, не имеющие статуса королевских, выплачивать натуральную девятину местным феодалам. Венгерские дворяне активно участвовали в государственных собраниях и определяли его решения. Усиление политической роли дворянства привело к складыванию союза магнатов и дворян в целях ограничения королевской власти. Дворянам удалось провести через государственное собрание отмену военного налога, что заставило Уласло II распустить наёмные войска, что в свою очередь существенно ослабило обороноспособность Венгрии в условиях обострения османской угрозы и привело в расстройство государственную казну. Все попытки Уласло II убедить Государственное собрание возобновить взимание военного налога наталкивались на яростное сопротивление дворян и не увенчались успехом.
В правление Уласло II венгерскому дворянству удалось существенно расширить свои привилегии. В 1482 году было ограничено право короля призывать дворян в военные походы за границу.
В 1495 году был принят закон о праве каждого дворянина лично участвовать и голосовать в государственных собраниях Венгрии.
К 1498 году к дворянам перешло преобладание как в государственном совете Венгрии, так и в королевском суде. В том же году было установлено, что введение военных налогов может осуществляться исключительно по решению Государственного собрания, в котором полностью доминировали дворяне. Кроме того, под давлением дворянства начиная с 1492 года была принята серия законов о прикреплении крестьян к земле и резком увеличении барщины. Венгерская экономика на рубеже XV и XVI веков переживала подъём, связанный с ростом цен на сельскохозяйственную продукцию в Европе. Для увеличения экспорта дворянству было необходимо расширить аграрное производство и укрепить свою власть над крестьянами, что вело к свёртыванию тенденций замены барщины денежным оброком и «вторичному закрепощению» крестьян. Законы Уласло II о крепостной зависимости привели к консервации устаревших производственных отношений в сельском хозяйстве, росту социальной нестабильности и подрыву политической базы королевской власти.

### Борьба дворян и магнатов
В то же время неуклонный рост могущества дворянства вызывал недовольство крупной аристократии и провоцировал обострение конфликта между дворянами и магнатами. В 1498 году государственное собрание Венгрии зафиксировало перечень 41 крупного землевладельца, которые имели право и были обязаны содержать собственные войска. Это окончательно оформило отделение сословия магнатов от остальной массы венгерского дворянства. Вскоре между магнатами и дворянами началась борьба за власть и влияние в стране. Позднее магнатам стали приписывать «прогабсбургскую» позицию, а дворянам «национальную», однако в действительности состав и тактика враждующих группировок достаточно часто менялись.
Уже в 1503—1504 годах на государственном собрании дворянская и баронская партии столкнулись по вопросу о назначении палатина.
В 1504 году разгорелся спор о наследовании земель дома Хуньяди после смерти Яноша Корвина. Победу одержали дворяне и их кандидат на наследство Янош Запольяи, воевода Трансильвании, который вскоре стал лидером «дворянской партии». Столкновения внутри политической элиты существенно ослабляли страну в условиях быстрого нарастания внешней угрозы со стороны Османской империи.
Вершиной дворянского самовластия в период правления Уласло II стало государственное собрание 1505 года, проходившее на Ракошском поле при полном вооружении его участников. Собрание утвердило закон, запрещающий наследование венгерского престола иностранцем, который был направлен непосредственно против Уласло II и его политики династического союза с Габсбургами. Несмотря на решение государственного собрания, король в 1506 году заключил соглашение с Максимилианом I, подтвердившее наследование Габсбургами венгерского и чешского престолов после прекращения мужской линии Ягеллонов. Это вызвало возмущение венгерского дворянства, однако рождение у короля сына, будущего Людовика (Лайоша) II, сняло напряжение в стране.

### Внешняя политика
Его правление в Венгрии было в основном стабильно, хотя границы Венгрии были под постоянным давлением Османской империи, а в самой стране произошло восстание Дьёрдя Дожи.

## Семья

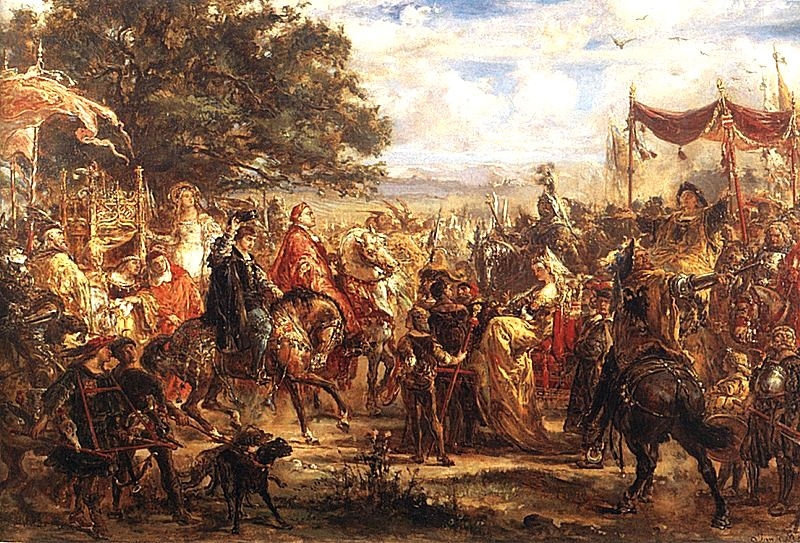
Встреча королей-Ягеллонов с императором Максимилианом под Веной. Картина Яна Матейко. Вена, частная коллекция. 1879

Владислав II был женат три раза: на Барбаре, дочери Альбрехта III Бранденбургского, на вдове Матьяша Беатрисе Неаполитанской, дочери Фернандо I Неаполитанского, и на Анне де Фуа, которая родила ему двух детей: Анну и Лайоша.
Владислав умер 13 марта 1516 года и был похоронен в Секешфехерваре.
Десятилетний сын Владислава Лайош (Людвик) унаследовал от него троны Чехии и Венгрии. 22 июля 1515 года в Вене в соборе Святого Стефана состоялась двойная свадьба Лайоша и его сестры Анны с австрийской принцессой Марией и принцем Фердинандом, в связи с чем после смерти Лайоша в Мохачской битве право наследования перешло через Анну к восточной ветви Габсбургов.